# Brighton International 1988
Il Brighton International 1988 è stato un torneo femminile di tennis giocato sul sintetico indoor. È stata l'11ª edizione del Brighton International, che fa parte della categoria Tier III nell'ambito del WTA Tour 1988. Si è giocato a Brighton in Gran Bretagna, dal 24 al 30 ottobre 1988.

## Campionesse

### Singolare
Steffi Graf ha battuto in finale  Manuela Maleeva-Fragniere con il punteggio di 6–2, 6–0

### Doppio
Lori McNeil /  Betsy Nagelsen hanno battuto in finale  Isabelle Demongeot /  Nathalie Tauziat con il punteggio di 7–6, 2–6, 7–6